# Annika Petersson
Annika Birgitta Petersson, född 10 januari 1979, är en svensk friidrottare (spjutkastning). Mellan år 1999 och 2012 vann hon SM-guld i spjut åtta gånger och tog dessutom ett antal silvermedaljer. Hon har tävlat för Edsbyns IF (-2001) och Gefle IF (2002-) . Hon utsågs år 2003 till Stor grabb/tjej nummer 474. 
Petersson deltog 2001 i spjutkvalet vid U23-EM i Amsterdam, Nederländerna men blev utslagen med 48,29.
Vid EM i Göteborg år 2006 deltog Petersson i spjut men lyckades inte ta sig till final.

## Personliga rekord
| Utomhus - Kula – 12,95 (Enskede 16 maj 2010) - Spjut – 57,31 (Eskilstuna 12 augusti 2007) - Spjut (gamla typen) – 52,29 (Ljusdal 23 juni 1998) - Spjut (gamla typen) – 52,06 (Odense, Danmark 23 augusti 1998) | Inomhus - Kula – 11,94 (Bollnäs 28 februari 2009) - Spjut – 51,95 (Växjö 27 mars 2010) |

### Fotnoter
1. 1 2 3 4  ”SWEDISH TEAM Media Guide. European Athletics Championships, Göteborg 2006.” (på engelska). friidrott.se. Arkiverad från originalet den 4 juni 2012. https://web.archive.org/web/20120604124725/http://www.friidrott.se/press/emguide_06.aspx. Läst 26 oktober 2016.
2. 1 2 3 4 5 6 7 8  Wiger 2006, s. 234.
3. ↑  ”Stora SM 2006, dag 3”. turebergfriidrott.se. http://turebergfriidrott.se/statistik/SM2006/2006_ressond.htm. Läst 19 april 2013.
4. ↑  ”Stora SM 2007”. trackandfield.se. Arkiverad från originalet den 4 maj 2013. https://archive.is/20130504152109/http://www.proteamonline.se/storage/customers/978/editor/resultat%20sm%20i%20friidrott%202007.html. Läst 19 april 2013.
5. ↑  ”Stora SM 2008, dag 2”. trackandfield.se. http://www.trackandfield.se/Resultat/2008/080802.htm. Läst 20 maj 2013.
6. ↑  ”Stora SM 2009”. Arkiverad från originalet den 13 december 2009. https://archive.is/20091213202749/http://88.131.109.176/folksam/sm09/resultat.php. Läst 23 april 2013.
7. ↑  ”Stora SM 2010, dag 3”. trackandfield.se. Arkiverad från originalet den 29 september 2013. https://web.archive.org/web/20130928222318/http://www.trackandfield.se/resultat/2010/100821.htm. Läst 2 september 2013.
8. ↑  ”Stora SM 2011, dag 4” (htm). trackandfield.se. http://www.trackandfield.se/resultat/2011/110814.htm. Läst 17 april 2013.
9. ↑  ”Stora SM 2012, dag 2”. swedishtiming.se. Arkiverad från originalet den 30 augusti 2012. https://web.archive.org/web/20120830084623/http://www.swedishtiming.se/resultat/120825.htm. Läst 16 april 2013.
10. 1 2 3 4 5  ”Personsida på AllAthletics” (på engelska). all-athletics.com. Arkiverad från originalet den 3 april 2016. https://web.archive.org/web/20160403221423/http://www.all-athletics.com/node/148739. Läst 26 oktober 2016.
11. ↑  ”Stora grabbars märke”. friidrott.se. Arkiverad från originalet den 31 mars 2016. https://web.archive.org/web/20160331202525/http://www.friidrott.se/historik/storagrabbar.aspx. Läst 26 oktober 2016.
12. ↑  ”Stora Grabbar personpresentation”. storagrabbar.se. http://www.storagrabbar.se/grabbar_10.html. Läst 26 oktober 2016.
13. ↑  ”European Athletics U23 Championships - Amsterdam 2001” (på engelska). european-athletics.org. http://www.european-athletics.org/competitions/european-athletics-u23-championships/history/year=2001/results/index.html. Läst 25 oktober 2017.
14. ↑  ”Em 22 dag 1: musse åtta - henrik lätt vidare”. friidrott.se. 12 juli 2001. Arkiverad från originalet den 15 mars 2023. https://web.archive.org/web/20230315143726/https://arkiv.friidrott.se/nyheter.aspx?id=1001. Läst 26 oktober 2017.
15. ↑  ”European Athletics Championships - Göteborg 2006” (på engelska). european-athletics.org. http://www.european-athletics.org/competitions/european-athletics-championships/history/year=2006/results/index.html. Läst 2017-0809.
16. 1 2 3  ”Personsida på European Athletics' webbplats” (på engelska). european-athletics.org. http://www.european-athletics.org/athletes/group=p/athlete=133749-petersson-annika/index.html. Läst 26 oktober 2016.